# Ґалкі (Лодзинське воєводство)
Ґалкі (пол. Gałki) — село в Польщі, у гміні Броншевиці Серадзького повіту Лодзинського воєводства.
Населення — 94 особи (2011).
У 1975-1998 роках село належало до Серадзького воєводства.

## Демографія
Демографічна структура станом на 31 березня 2011 року:
|          | Загалом | Допрацездатний вік | Працездатний вік | Постпрацездатний вік |
| -------- | ------- | ------------------ | ---------------- | -------------------- |
| Чоловіки | 54      | 15                 | 34               | 5                    |
| Жінки    | 40      | 8                  | 22               | 10                   |
| Разом    | 94      | 23                 | 56               | 15                   |